# Sokolia vyvieračka
Sokolia vyvieračka (pol. Sokole Wywierzysko) – źródło krasowe na Słowacji, w zamknięciu Sokolej Doliny na pograniczu płaskowyżu Dolny Wierch i Płaskowyżu Silickiego w Krasie Słowacko-Węgierskim.
Znajduje się w granicach wsi Silická Jablonica, na wysokości ok. 395 m n.p.m., u podnóży Sokolej Skały. Wypływające z niego wody tworzą Sokoli potok, będący źródłowym ciekiem rzeki Turňa. W czasie znacznego wezbrania w 1977 r. wypływające wody wyniosły szereg archeologicznych artefaktów, związanych z prehistorycznymi mieszkańcami tego zakątka.
Źródło leży w granicach Parku Narodowego Słowacki Kras. Wraz z sąsiednimi obiektami (Sokola Skała, Zbojnícka jaskyňa, zamek Sokolí kameň) od 1981 r. objęta jest ochroną w rezerwacie przyrody Sokolia skala. Do źródła nie prowadzi żaden znakowany szlak turystyczny, w związku z czym nie jest ono dostępne do turystycznego zwiedzania.